# Ahtna (langue)
L'ahtna est une langue athapascane d'Alaska parlée par environ quatre-vingts personnes, les Ahtnas.

## Dialectes et répartition linguistique

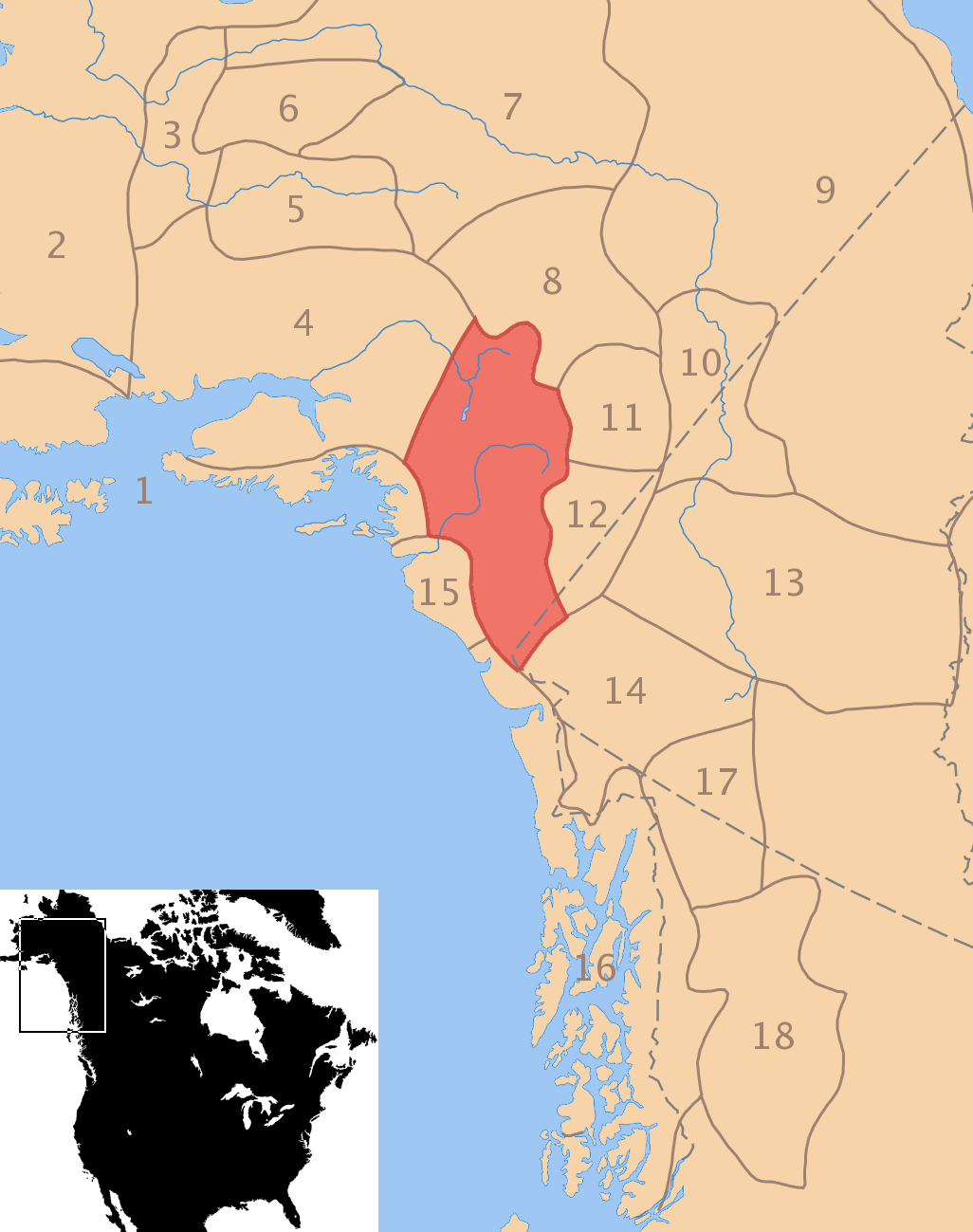
Répartition de la langue Ahtna avant le contact avec les Européens.

L'ahtna est découpé en quatre dialectes ayant chacun leur aire géographique :
- de Chitina à Copper Center (Lower Copper River) ;
- de Copper Center à Chistochina (Central Copper River) ;
- à Mendeltna, Tyone Lake, Sutton-Alpine et Cantwell (Western) ;
- Chistochina, Batzulnetas et Mentasta (Upper ou Menstasta).

Le menstasta est différent des trois autres dialectes et présente des similitudes avec le tanacross et le haut tanana. Le dialecte de l'Ouest influence l'Upper IInlet Tanaina.

## Écriture
Une orthographe pratique a été développée lors de la compilation du dictionnaire des noms ahtna publié en 1975  et est utilisé pour l’écriture de l’ahtna dans plusieurs ouvrages comme le dictionnaire ahtna de James Kari publié en 1990.
| aa | a  | ae | e  | ii | i   | oo | o   | uu | u | ʼ | b  |
| c  | cʼ | d  | dl | dz | g   | gg | gh  | x  | h | k | kʼ |
| l  | łn | t  | tʼ | tl | tlʼ | ts | tsʼ | y  | z | s |    |